# Cleobulia
Cleobulia es un género de plantas con flores perteneciente a la familia Fabaceae. Es originario de Brasil. Comprende 4 especies descritas y aceptadas.

## Taxonomía
El género fue descrito por Mart. ex Benth. y publicado en Commentationes de Leguminosarum Generibus 67. 1837.

## Especies aceptadas
A continuación se brinda un listado de las especies del género Cleobulia aceptadas hasta julio de 2014, ordenadas alfabéticamente. Para cada una se indica el nombre binomial seguido del autor, abreviado según las convenciones y usos.
- Cleobulia crassistyla
- Cleobulia diocleoides Benth.
- Cleobulia leiantha Benth.
- Cleobulia multiflora Benth.